# Synagoga w Nowym Mieście Przemyskim
Synagoga w Nowym Mieście Przemyskim – powstała przypuszczalnie w połowie XIX w., wraz z powstaniem samodzielnej gminy żydowskiej. Została zniszczona podczas II wojny światowej. Po wojnie nie została odbudowana.